# 義経 (小説)
『義経』（よしつね）は、司馬遼太郎の歴史小説｡平安時代末期、天才的な軍才で平氏を滅亡に追い込み、源氏再興のきっかけを作った源義経の生涯を描く。
『オール讀物』誌上で、1966年(昭和41年）2月号から1968年(昭和43年)4月号まで連載された。連載時のタイトルは『九郎判官義経』。

## 概要
源氏の棟梁・源義朝の子として生まれながらも保元・平治の乱の敗亡によって艱苦の日々を送った幼少期、治承・寿永の乱（いわゆる「源平合戦」）の勃発により兄・頼朝の軍勢に加わって一躍歴史の表舞台に登場し、一ノ谷・屋島・壇ノ浦の戦いなどで華々しい戦果をあげたものの、頼朝との確執によって討伐されるまでを描く。
司馬は義経を、個々の武者のぶつかり合いでしかなかった合戦を部隊という集団同士の戦いと解釈した日本で最初の人物とし、また騎馬武者を純然たる騎兵部隊としてその機動力を活用する戦術を編み出したことを「近代戦術思想の世界史的な先駆をなした」と評している。その一方で幼稚と言っていいほどに政治感覚がなく、おおよそ子供じみた情念をもってしか世を見ることができずに頼朝の不興を買い、ついには討伐されるという運命を辿ったその鈍感さを「信じられぬほどに痴呆な政治的無感覚者」としている。しかしながら「判官贔屓」という言葉に象徴されるように現在も続く義経の人気は、そうした彼の漂わせる「儚さ」や「可憐さ」に根ざしているとも述べている。
また司馬は、治承・寿永の乱とその後の鎌倉幕府の成立を一種の土地革命であったとしている。律令体制下では土地は原則として官有であり、在郷地主であった当時の武士階級は藤原氏などの有力貴族に運動して荘園といった不完全な形でしか土地を所有できず、自らの開墾地の私有を認められないという理不尽な体制に対する反感は強かった。初の武家政権である平氏政権は武士達の権益の代表者という自覚を忘れて藤原摂関政治を真似るのみであったが、頼朝はそうした武士達の望みを的確に理解して彼らの期待に応え、そのことが一介の流人に過ぎなかった頼朝を一躍関東の覇王に押し上げたと評している。

## あらすじ
東国の源氏と西国の平氏の二大勢力に分かれて抗争を繰り返した武家も、保元・平治の乱で平氏が源氏を敗亡させたことにより、その相剋に終止符が打たれた。源氏の棟梁である源義朝の子・義経は、生まれてほどなく父の死と家の没落に遭い、不遇の中で成長した。己の出自を知らされることなく京の一画で育てられ寺稚児となるものの、やがて奇縁から自身が常ならぬ血を引く身であることを知る。長じて元服を迎えた義経は京を出奔し、奥州に流れて奥州藤原氏の庇護を受け、八幡太郎義家以来の武門の総帥の末裔としての誇りと平氏への復仇を胸に成長する。平氏の力は棟梁・平清盛の辣腕によっていよいよ強大となり、栄耀驕奢を謳歌した。外孫である安徳帝を擁して宮廷を掌握した清盛は、治天の君である後白河法皇をも押さえ、意のままに権勢を振るった。しかし多くの武士が渇望する所領の私有問題などは一考だにせず、顕職を一門で独占して私益のみを貪る姿は反発を呼び、その暴慢さに対する憤懣は津々浦々で煮えたぎっていた。
法皇の皇子・以仁王が討伐の令旨を下したことをきっかけとして、ついに悪政に対する憤懣が爆発する。以仁王の軍勢はすぐに鎮圧されたものの令旨は全国を駆け巡り、各地で雌伏していた源氏の連枝を盟主として、次々と反乱の狼煙が上がった。伊豆では義朝の正嫡である頼朝が坂東武士達の支持を集めており、血を分けた兄の挙兵を聞いた義経は奥州を飛び出し、その軍に馳せ参ずることとなる。頼朝の旗揚げは成功し、澎湃と集まった軍勢は雲霞の如き大軍となり、慄いた平氏は戦わずして逃げ去るという醜態まで晒した（富士川の戦い）。しかし頼朝は遁走する平氏を追わず、まずは拠点と定めた鎌倉において自らの政権の基盤を固めることに専念した。坂東武士達の自らへの支持が何であるかを明敏に察していた頼朝は、東国を朝廷の支配の及ばぬ独立圏に作り変えることこそ喫緊の課題と考えていた。が、義経はそうした兄の深謀がまるで理解できなかった。清盛も病で急逝した折、千載一隅の機会をむざむざ見逃すのかと疑義を挟み、頼朝の不興を買った。この若者にはおよそ政治感覚というものが無く、まるで置き忘れて生まれてきたかのようにそうした才覚が欠落していた。
やがて信濃源氏の木曾義仲が北陸一帯を平定し、余勢を駆って京へ進撃した（倶利伽羅峠の戦い）。平氏は防衛が困難な京を一時放棄し、義仲は法皇を擁して都を占領する。が、あぶれ者ばかりの義仲の軍は市中で乱暴を繰り返し、京洛はたちまち阿鼻叫喚の巷と化し、法皇はたまらず鎌倉の頼朝に救援を求めた。いまこそ都に乗り込む好機と捉えた頼朝は軍を進発させ、義経も部隊を率いて義仲を討ち取り、初陣を勝利で飾る（宇治川の戦い、粟津の戦い）。鎌倉勢は京を制圧するものの、義仲掃討に奔走する間に平氏は体勢を立て直し、捲土重来を窺い京へ攻め込む気配を見せた。要害の地・一ノ谷に張られた平氏の陣営を攻撃するのは非常な難事であったが、義経は騎馬武者をまとめて一部隊を組織し、騎兵部隊の長駆による奇襲攻撃を試み、鮮やかにこれを潰乱させる（一ノ谷の戦い）。多くの将領を討ち取るという大戦果は京洛を沸き返らせたが、しかし鎌倉の反応は冷淡であった。個々の武者同士のぶつかり合いが常識である当時に義経が初めて用いた戦術の価値は認められず、直接兜首をあげたわけでもない義経の功績を讃える者はいなかった。が、ただ一人頼朝のみは義経が何をなしたかを察し、その功の大きさに戦慄した。やがて何の恩賞も得られなかった義経が法皇の厚意で官位を賜ることとなり、その浅慮な行動が頼朝を激昂させる。鎌倉からの奏上なく官位を貰うことは朝廷の序列に入ることであり、そうなれば頼朝の模索する武士による自治政権構想は崩壊しかねない。頼朝は朝廷から隔絶した新たな政治体制を作ろうとしていたが義経はそうした構想を理解できず、鎌倉政権を牽制しようとする法皇にまんまとのせられたのだった。頼朝は在京の代官から義経を解任し、来るべき平氏の追討戦からも外した。義経はただ当惑するばかりで、兄の勘気の理由がまるでわからなかった。
法皇より院宣が下り、鎌倉勢はいよいよ平氏討伐に乗り出すこととなる。しかし強力な水軍を揃える平氏は瀬戸内海に数百の軍船を浮かべ、西国の海岸を完全に抑えていた。意気軒昂と京を出た鎌倉勢も攻めあぐね、やむなく頼朝は今一度義経を起用し、義経は兄の勘気を晴らすべく奮起する。平氏水軍の防衛線は長大で、本営を置く讃岐国屋島の防備が手薄になっていることに目をつけた義経は、再び奇襲を企図する。たまさか訪れた暴風雨に紛れて義経は四国へ上陸し、慄いた平氏は本営に火を放って逃げるという失態を犯した（屋島の戦い）。この敗戦により、時勢は平氏を見限り始めた。屋島を占領した義経は地元豪族の調略にも成功し、僅少の部隊はまたたく間に大軍に膨れ上がる。ほどなく鎌倉より送られた後続部隊も到着し、窮した平氏は西へ逃亡した。二度も奇襲にやられた平氏は得意の海戦に持ち込むべく予定戦場を壇ノ浦に定め、激しい潮流を利用した巧緻な作戦を立てるものの、義経はその意図を看破する。軍船の足を取ろうという敵の狙いを見抜いた義経はひたすらに時を稼ぎ、やがて訪れた潮流の変化とともに火のように攻め立てた。敵の意図を逆手に取った義経の戦術により、鎌倉軍は平氏水軍を完膚なきまでに討ち破った（壇ノ浦の戦い）。この戦いにより平氏は滅亡し、義経はついに少年期からの宿願を果たした。
平氏滅亡という赫々たる戦果を携え、義経は京へと凱旋する。華々しい戦勝に京洛は熱狂し、義経は古今無類の名将として宮廷から市井の端々にまで讃仰された。これで兄の勘気も解けるだろうと期待する義経であったが、頼朝の義経に対する警戒心はいよいよ高まった。未曽有の軍功をあげたことにより軍神の如く尊崇されるようになった義経を、鎌倉政権の崩壊を謀る法皇が抱き込もうと画策せぬはずもない。義経は兄である頼朝の肉親の情を無邪気に信じ込んでいたが、頼朝にすれば義経が血を分けた弟である以上、自分の立場を揺るがす脅威となりかねなかった。そして凱旋軍の諸将がまたしても鎌倉に無断で官位を貰ったことで、頼朝は義経を見限る肚を固める。義経の人生の主題は平氏の滅亡によって完結したが、独立政権の確立という頼朝の主題は今より始まる。それが義経にはまったく解らない。事ここに至れば抹殺する他ないと判断した頼朝は討伐令を下し、義経追討を布告する。何故兄に狙われるのかわからないまま、義経は京から逐電した。
逃亡の果てに義経は奥州で討ち取られた。その首は鎌倉に届けられ、検分した頼朝は「悪は、ほろんだ」と口にした。悪とは何か。何をなせば悪なのか。その言葉を耳にした坂東武者も、伝え聞いた京の廷臣達も、一様に考え込まざるを得なかった。源義経というこの天才の短い生涯は、後世に至るまでその問いを人々に考えさせ続けた。

## 主な登場人物

### 鎌倉勢
源義経
本作の主人公。源氏の棟梁・源義朝の九男。幼名は「牛若」で、生後ほどなく平治の乱によって父を喪い、生母の常盤が再縁した藤原氏支流の一条長成に養育された。やがて疎まれて洛北の鞍馬寺に入れられ「遮那王」の名で寺稚児となるものの、亡父の遺臣であった鎌田正近とめぐり遭い、源家の御曹司であることを知らされる。以後は源氏の再興と平氏への復讐とを胸に成長し、長じて後に京を出て各地を放浪した末に白河の関を越えて奥州へと流れ、奥州藤原氏の庇護を受けた。兄の頼朝が以仁王の令旨を得て決起したことを知るや奥州を飛び出して帷幕に参じ、鎌倉勢の一翼を担うこととなる。
それまで個々の武者のぶつかり合いでしかなかった合戦を部隊という集団同士の戦いと解釈し、また騎兵部隊の機動力を活かした奇襲戦術を編み出し、古今無類の大戦果を挙げて敵味方を共に瞠若せしめた。しかし優れた軍才を持ちながら政治感覚は別人のように稚く、武士としての美意識・骨肉の情・源氏対平氏といった情緒的な図式をもってしか世を見ることができず、世の中が利害で動いているということがまるでわからない。とはいえ小柄な体躯に象徴される如く、そうした大人になりそこねたような危うく儚げな雰囲気が人を惹きつけ、放っておけないと思わせる魅力ともなっている。その一方で度を越した色好みであり、壇ノ浦の戦勝の後はまがりなりにも国母であった建礼門院と通じ、降したばかりの平氏の娘を室に入れるなどその好色には見境というものがない。
一ノ谷・屋島・壇ノ浦の戦いで天才的な軍略を振るって敵軍を鮮やかに討ち破り、不倶戴天の仇であった平氏を滅亡に追い込んだ。しかし頼朝による朝廷の干渉を排した独立政権の構想を理解できず、老獪な後白河法皇に簡単に籠絡されてさながらその走狗となり、兄の怒りを買ってついに討伐されることとなる。
源頼朝
義経の異母兄。義朝の三男。兵衛佐の官位から「佐殿」（すけどの）と通称される。幼少の頃から義朝に正嫡として目をかけられるものの、数え十三で源氏の敗亡に遭い、死罪は免ぜられたものの伊豆に流される。以後は慎ましく観経を繰り返す僧のような日々を送っていたが、平氏への復仇を忘れずに静かに機会を待ち続けていた。以仁王の令旨が下されたことによりついに決起し、坂東武士達を自らの足下に糾合することに成功して、平氏打倒の一大勢力を形成した。奥州から帷幕に参じた義経を当初は好意的に迎えながらも、無垢な人柄によって諸兵を惹きつけるその人気を危惧し、自らの政治的地位を脅かしかねぬ存在として警戒し続けた。
およそ二十年に渡って東国で流人の生活を送った経験から、坂東の土豪の自らの開墾した土地を私有できない憤りと、武家政権でありながら藤原摂関政治を真似るばかりの平氏政権への苛立ちを的確に理解し、中央から隔絶した独立政権の樹立を標榜して鮮やかに坂東武士の心を掴んだ。しかし指導者に推戴されながらも決して慢心はせず、自らが絶対の権力者でなく坂東武士に担がれた盟主に過ぎぬことを厳しく自戒している。その政治感覚は天性のものであり、生まれながらの政治家ともいうべき卓抜した才覚を備えている。
朝廷との巧みな駆け引きによって東国の支配を公認させ、後の鎌倉幕府に発展する政権の基礎を築いた。にもかかわらず朝廷から官位をもらって喜ぶ義経の浅慮に呆れ果て、神秘的なまでの軍才に対する畏怖もあってついに討伐令を出し、その首を討たせた。
北条政子
頼朝の正室。伊豆の大名主・北条氏の当主である北条時政の娘。英気を溌剌と湛える聡明な女性で、絢爛な武者譚を好むなど男勝りの胆力もある。頼朝とは良き相談相手として艱苦を分かち合い、妬心が激しく悋気を抑えられずに夫の妾宅を破壊することもあったものの、糟糠の妻として政権の創業を助けた。
義経に対しては頼朝の旗揚げの成功と共ににわかに現れたその存在を快く思わず、夫の立場を揺るがしかねないこの義弟を常に危険視し続け、頼朝にも肉親の情にほだされぬよう折にふれて諫言した。
武蔵坊弁慶
義経の一の郎党。紀伊国熊野別当の庶子として生まれるも豪放な気性から乱を好み、叡山の僧兵の中に身を投じた。奥州藤原氏の庇護下にあった義経が平氏の様子を窺うために京に出向いた際に邂逅し、義経が頼朝の帷幕に入るや噂を聞いて鎌倉に駆けつけ、以降は股肱の臣として仕えた。身の丈六尺を超える巨漢で、余人の及ばぬ剛力の持ち主。とはいえ粗豪なだけではなく世間知にも長けた知恵者でもあり、世間知らずの義経に何かにつけて知恵を貸した。しかし、卓抜した知慧で頼朝を佐治した大江広元のように政治参謀が務まるほどの才覚は到底持ち合わせていない。
梶原景時
頼朝の腹心。侍所の司（陸海軍省の次官）を務める鎌倉政権の重鎮。頼朝が決起直後の石橋山の戦いで敗走した際に命を救った経緯から、頼朝の信頼が篤い。頼朝はその老巧な人物を買い、京へ義仲討伐の軍を進発させるに及んで義経つきの軍監に任ずるが、伝来の兵法を平然と無視する義経を不快に思い、たびたび反発した。義経の方も景時の固陋さを嫌い、両者はことあるごとに対立した。
もとより文藻がある上に戦場での観察力に優れ、当時としては詳細かつ客観的な戦闘報告書をしたためることで頼朝の評価が高かった。が、手柄を独り占めにするかのような記述をする悪癖があり、殊に義経の活躍は極力書かず、頼朝の義経に対する不信感を増大させた。
大江広元
頼朝の謀臣。元来は京の下級貴族の出身であったが、栄達を望めぬ自らの前途に見切りをつけて鎌倉に下り、頼朝に仕えた。
頼朝は千里の先までも見通さんばかりの深謀を高く評価し、無二の補佐役として身辺に近侍させた。政所の初代別当に任ぜられて辣腕を振るい、後の鎌倉幕府の行政機構の創建に大きく貢献した。

### 平氏勢
平清盛
平氏の棟梁。政軍ともに卓越した才覚を備えた英傑。北面ノ武士として頭角を現した平氏の勢力を拡大し、平治の乱による源氏の討滅後は武門の身として初めて公卿に列し、ついには太政大臣にまで昇りつめた。安徳帝の外祖父として宮中を己の手の内に収め、京の六波羅に居を構えて事実上の宰相として権勢を振るった。また経済感覚にも長け、日宋貿易によって空前の巨富を集め、平氏一門による黄金時代を築いた。その一方で宮廷の顕職を一門で独占したり、都を摂津国福原（神戸）に強引に遷都するなど、暴慢な施政に対する反発は各地で煮えたぎり、 以仁王の下した令旨によりついに爆発することとなる。
頼朝を始めとする源氏勢が澎湃と挙兵する中、折悪しく熱病に斃れて世を去る。忌の際には、頼朝の首を墓前に供えることを遺言して息を引き取った。
平宗盛
清盛の三男。清盛の死後、兄達が早逝していたことから跡を継ぎ平氏一門の総帥となる。が、その器量は甚だ凡庸で、清盛の実子ではないという噂を立てられるほどの愚物。屋島の戦いでは、わずか百数十騎の義経の部隊を数万の大軍と見誤って本営を放棄し、平氏水軍の一大拠点を失うという愚にもつかぬ失態を犯した。
壇ノ浦の戦いでは軍才に長けた弟の知盛に指揮を丸投げし、自らは鎧も着ずに軍船の一角で息を潜めていた。敗北が確定して後も自害の決心がつかず、右往左往しているところを捕らえられて捕虜となる。
平知盛
清盛の四男。公家化した平氏一門には珍しく詩歌管弦の才を持たないが、本来の武門の血を濃厚に受け継いだ武人。父をも凌ぐと讃えらる優れた軍才の持ち主で、常勝将軍として将兵から篤い信頼を得ている。
壇ノ浦の戦いでは潮流の激しさを利用したかつてない巧緻な作戦を練り上げ、鎌倉勢を苦しめた。しかし大勢を覆すには及ばず、勝敗が決するや武具を捨てて御座船を箒で掃き清め、母である二位の尼や安徳帝とともに入水自殺した。
平時忠
公家平氏（堂上家）の長者。清盛の継室・二位の尼の兄。平氏政権において大納言にまで昇り、大いに権勢を振るった。気位が高くこの上なく傲慢で、平氏の最盛期には「平家にあらずんば人にあらず」とまでのたまった。しかし決して軽忽な人物ではなく、宮廷の表裏を知り尽くした経験に裏打ちされた政治眼を備えている。
壇ノ浦の敗戦では宗盛と共に義経に捕らえられるが、死罪を免れるべく義経の心を掴むことを画策し、美貌の娘を室に入れることを申し出る。好色な義経は軽率にもこれを受け、平氏の娘との婚姻は鎌倉政権に対する自立の画策かという疑念を多く集めることとなり、否が応にも頼朝の猜疑心を煽ることとなった。

### その他の人物
藤原秀衡
奥州藤原氏の当主。奥州の王ともいうべき存在で、泉のように湧き出る黄金と肥沃な牧草地で産出される駿馬によって豪富を築き、自らの都である平泉を京にも負けぬ殷賑の府として繁栄させている。英邁な才覚を寛仁大度な人柄が包み、潮が満ちあふれるような包容力を湛える君子人。が、奥州人の通弊で中央に対して過剰なほどの劣等意識を持ち、「奥の俘囚」・「東夷の遠酋」という蔑称を拭い去ろうと朝廷に莫大な献金を重ねて官位を買い、藤原氏の支流の末裔という僭称にも黙許を得ている。
御用商人の金売り吉次に連れられて奥州に下ってきた義経を源氏の貴種として珍重し、手篤く庇護した。義経は生まれて以来およそ他人から受けたことのなかった惻隠の情に感激し、秀衡もその不幸な生い立ちに同情して実の子以上に愛情を注いだ。
源行家
義朝の弟。義経と頼朝にとっては叔父に当たる。保元の乱で父・為義が罪を受けたことに連座して紀州に流され熊野の新宮で燻っていたが、中央の乱の気配を嗅ぎ取るや京に駆け上って平氏に服属していた源頼政を焚きつけ、平氏の血統でないために冷遇されていた以仁王に令旨を下させ、大乱勃発のきっかけを作った。
弁舌が立ち、自らを手練の策士と自負する野心家だが、甚だ我欲が強く軽薄な行動が多い。また戦が滑稽なほどに下手で、頼朝の成功を目の当たりにして自らも独立勢力を作ろうと兵をかき集めるものの、平氏に簡単に蹴散らされて笑い者となった。やむなく頼朝のもとに転がり込むが厄介者扱いされ、信濃に流れて木曾義仲を頼り共に京へ入洛した。頼朝は騒動ばかり起こす不肖の叔父として行家を憎悪したものの、義経は叔父であるという理由だけで無邪気に敬い、慕い続けた。
義仲の敗死後は当てどもなく諸国を流浪した。義経が頼朝に絶縁されて京に戻るや身を寄せ、頼朝討伐の院宣を取りつけて九州で反乱を起こそうとするが、敏速に鎮圧に乗り出した頼朝に出鼻をくじかれ、再起の野心を無残に打ち砕かれた。
木曾義仲
信濃源氏の猛将。義経と頼朝の従兄弟に当たる。以仁王の令旨を受けて信濃を征服し、信州から北陸一帯を暴風のように荒れ狂って平氏勢を駆逐した。倶利伽羅峠で大勝を収めた後は余勢を駆って京に殺到し、戦略的撤退を行った平氏に代わって京を占領する。無類の剽悍さの持ち主で戦の指揮も上手いが、しかし治才がまったくといっていいほどなく、無頼漢ばかりの兵達が乱暴狼藉を繰り返して京洛を荒らし回り、すぐさま民心を失った。
当初は頼朝を牽制するべく義仲を恃んだ後白河法皇も山賊同然のその傍若無人さに呆れ果て、不承不承ながら鎌倉に救援を求めた。法皇は義仲を征夷大将軍に任ずるなど慰撫工作をして時間を稼ぐものの、頼朝に上洛を促したことが義仲を憤慨させ、その身を幽閉された（法住寺合戦）。頼朝は法皇救出を口実に軍を攻め込ませ、義経らの率いる部隊によって京から追われ、近江粟田で討ち取られる。その天下はわずか一年半で幕を下ろした。
後白河法皇
院政により朝廷に君臨する治天の君。権謀術策を大いに好み、およそ殿上人には似つかわしくない策謀家。したたかな謀略でたびたび苦汁を舐めさせられた頼朝はその老獪ぶりを憎悪し、「日本一の大天狗」とまで罵った。
かねがね平氏の専横を快く思わず、鹿ケ谷の陰謀などで平氏政権の転覆を試みたものの、清盛によって頭を押さえられ続けた。清盛の死後は平氏を牽制するべく京へ進撃してきた義仲を取り込むものの、野人のように洛中を荒らす粗暴さに閉口し、鎌倉の頼朝に救援を求めた。頼朝は救援の条件として東国の荘園及び公領の管理権の承認させるが、これは事実上東国の支配権を認めることであり、さしもの法皇もこれがその後七百年続く武家政治の始まりになるとは気かず、千慮の一失ともいうべき歴史的な大失策となった（寿永二年十月宣旨）。
平氏滅亡後は頼朝を危険視し、鎌倉政権に楔を打ち込むべく公家文化に憧れる義経を籠絡し、手駒として懐柔しようと図った。しかしそうした魂胆を見抜いた頼朝は敏速に義経討伐を布告し、自ら軍を率いて追討戦に乗り出して朝廷に圧力をかけた。仰天した法皇は義経・行家に下した頼朝討伐の院宣を取り消し、手のひらを返すように逆に義経・行家の討伐令を頼朝に出し、すべての官位を剥奪して義経を賊の身に堕とした。

## 書誌情報
- 文藝春秋単行本全一巻　1968年4月（ISBN 4163005609）
- 文春文庫上下巻　1977年10月 (上 ISBN 4167105268、下 ISBN 4167105276)
  - 新装版上下巻　2004年2月（上 ISBN 4167663112、下 ISBN 4167663120）
- 文藝春秋司馬遼太郎全集21『義経』 1971年12月（ISBN 4165102105）